# 稲瀬川
稲瀬川（いなせがわ）は、静岡県静岡市清水区および富士宮市を流れる富士川水系の一級河川。芝川、稲子川と並ぶ旧芝川町の代表的な河川である。

## 地理
流路延長約12.3km、流域面積42.4km²。静岡市清水区の宍原地区に源を発し、同地内で矢崎川と合流。富士見ヶ丘カントリークラブの南側を蛇行しながら東へ流れ、入川を合わせると同時に県道75号線に沿い富士宮市に向かい流れる。
富士宮市へ入ると県道75号線に沿い北流し、途中山口川・廻沢川などの河川をあわせ内房地区を蛇行しながら流れる。最後にほぼ同規模の内房境川を合わせ富士川に合流する。内房地区においては内房川とも呼ばれている。
また稲瀬川から望む富士山の風景は、環境省が公開した「富士山がある風景100選」に指定されている。

## 歴史
昭和27年（1952年）6月のダイナ台風では、増水により庵原郡内房村の田畑や家屋が流され、10人の死者を出した。内房の小字である「相沼」の地名は、稲瀬川の氾濫の度に「総沼」になってしまうことから名付けられたという。古文書には「惣沼」の表記も確認される。

## 流域の施設
- 瓜島温泉
- 富嶽カントリークラブ
- 富士見ヶ丘カントリークラブ
- ダイナ橋 - ダイナ台風による被害の後、稲瀬川の流れを変えた際に内房に設けられた橋。橋台の上に茶摘み娘の人形が飾られている。

## 主な支流
- 入川
- 矢崎川
- 山口川
- 廻沢川
- 内房境川